# حضرت بابا جان
Hazrat Babajan (بلوچی: حضرت بابا)(۱۸۰۶ تا ۲۱ سپتامبر ۱۹۳۱) قدیسی مسلمان پشتون که توسط پیروان خود به عنوان سات گورو یا قطب مطرح بود. وی در بلوچستان افغانستان دیده بر جهان گشود، ۲۵ سال آخر عمر خود را در پونه ی هند سپری کرد. او به عنوان استاد اصلی مهربابا محسوب می‌شود.

## اوایل عمر و تحقق
اولین حکایت ثبت شده از حضرت باباجان که به هنگام تولد گلرخ نام نهاده شد (به معنای صورت به مانند رز) اذعان می‌کند وی «دختر یکی از وزرای امیر افغانستان است». حکایات بعدی گویای این بودند که بابا جان از افغانستان تهنیت می‌گوید... و دختر یک افغانی ثروتمند اصیل و نجیب می‌باشد که  "از یک خانوادهٔ مسلمان بلوچستانی متولد شد. تاریخ دقیق تولد حضرت باباجان نامعلوم است. تحصیلات وی همراه ارتباط با موقعیت اجتماعی خانواده اش در آن زمان بود، وی که فردی تحصیلکرده بود، به زبان‌های عربی، فارسی، اردو و علاوه بر این‌ها به زبان مادری خود پشتو روان صحبت می‌کرد. همچنین یک حافظ بود، کسی که قرآن را با قلب فرا می‌گیرد. کودکی درونگرا و معنوی، از «اوایل زندگی تمایلات معنوی را پروراند، برخلاف دختران هم سن خود، او عادت داشت مقداری از وقت خویش را برای عبادت صرف نماید، مراقبه و خلوت».
پیرو مجمع اصالت خانوادگی افغانی، بابا جان تحت سنت حجاب سفت و سخت تربیت شد که زنان از دنیای بیرون در انزوا نگه داشته می‌شدند و همچنین تابع ازدواج سنتی مقرر شده بودند. وی مخالف ازدواج ناخواستهٔ برنامه‌ریزی شده برای خود بود و در روز عروسی زمانی که ۱۸ سال بیشتر نداشت از خانه فرار کرد. پنهان در برقع خود، به سمت پیشاور، شهرستانی مرزی در پای گذرگاه خیبر حرکت کرد. در نزدیکی پیشاور یا در خود پیشاور بود که وی در نهایت با سات گورویی هندی ملاقات نمود. با پیروی از دستورالعمل‌های گورو، " به کوهی نزدیک به اطراف راولپندی رفته و عزلت نشینی اتخاذ نموده و ریاضت‌های معنوی بسیار شدیدی را به مدت تقریباً هفده ماه متحمل شد. پس از آن به پنجاب آمد و چندین ماه در مولتان ماند. در حالی که ۳۷ ساله بود در مولتان با قدیس مسلمانی دیدار کرد، کسی که به مبارزات معنوی حضرت باباجان با بخشیدن درک پروردگار پایان داد. پس از آن تجربه، او به راولپندی به منظور ارتباطی دوباره با گوروی هندی بازگشت، کسی که بعد از چندین سال کمک کرد تا بابا جان به حالت آگاهی عادی برگردد.

## سفرها و زیارات
پس از اقامت دوم، با استاد هندی اول خویش در راولپندی، سفرهای طولانی را سوار بر کشتی در امتداد کشورهای خاورمیانه، سوریه، لبنان، و عراق آغاز نمود. «گفته می‌شود که وی در لباسی مبدل (ظاهراً برای جلوگیری از شناسایی) از راه افغانستان، ایران، و ترکیه به مکه سفر نموده و دو برابر آن مسیر طولانی‌ به سعودی بازگشته است». در کعبه پنج مرتبه در روز، اغلب در محلی معین ساکن نماز ادا می‌کرد. در مکه باباجان اغلب غذا برای فقرا فراهم می‌ کرد و شخصاً زائران بیمار را پرستاری می‌ نمود.
بابا جان از سمت مکه به سوی مدینه، رهسپار شده و آرامگاه پیامبر اسلام محمد را زیارت نموده و در آن جا نیز همان روش عبادت و مراقبت از بیماران را ادامه می دهد. با ترک عربستان، او از طریق بغداد، و سپس عراق به پنجاب بازگشت. وی سپس به ناسیک سفر کرد و در پنجاواتی استقرار یافت. از ناسیک به بمبئی رفته و برای مدتی در آن جا مستقر شده و بر محبوبیت وی افزوده شد.
او در ماه آوریل ۱۹۰۳، برای بار دوم به زیارت مکه نائل شد. در سال ۱۹۰۴ به بمبئی بازگشت و بلافاصله به سمت اجمیر هند شمالی به منظور ادای احترام در آرامگاه قدیس صوفی معین الدین چشتی که از سلسله چشتیه اسلام در هند بود رهسپار آن جا شده و از اجمیر دوباره به بمبئی بازگشت سپس بی درنگ به سمت غرب به سوی پونه راهی شد.

## اقامت در پونه

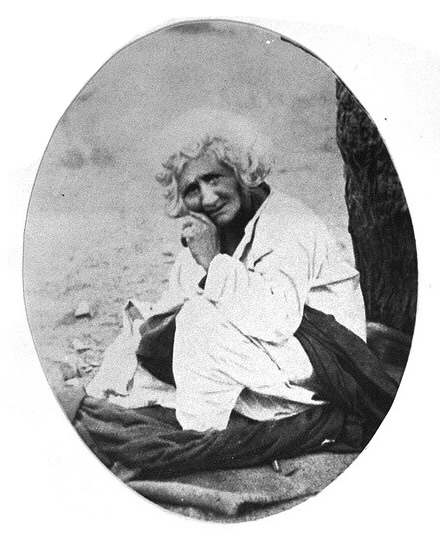
حضرت بابا زیر درخت چریش خود، در چارباودی پونه

در سال ۱۹۰۵ باباجان به شهر پونه رسید و اقامت نهایی خود را تثبیت کرد. اکنون زنی سالخورده، پشت او کمی خم، شانه‌ها گرد، با موهایی سفید، با پوششی کهنه، بود که «در مکان‌های غیرعادی در بخش‌های مختلف شهر در حالت نشسته یا استراحت دیده می‌شد». بابا جان در نهایت در یک محلهٔ زاغه‌نشین که چارباودی نامیده می‌شد در Malcolm Tank Road بخشی از اردوگاه ارتش بریتانیا ساکن شد.
منطقهٔ چارباودی در آن زمان به عنوان «تصویری از چرک، ویرانی و زشتی، نقطهٔ پرورش طاعون و وبا و محل پرتردد خطرناک در شب شرح داده شده است». پس از چندین ماه در معرض عناصر طبیعی قرار گرفتن، بابا جان با بی میلی به مریدان خویش اجازه داد تا بالای سرش سرپناه ابتدایی از کیسه‌های گونی بسازند. کودکان عادت به پرتاب سنگ به سمت وی داشتند. وی فقیری بی‌خانمان بود. او می‌دانست که وضعیت زندگی آن ها چگونه است. از طرف مریدانش هدایایی برای فقرا و نیازمندان قسمت می‌شد، و در برخی موارد توسط سارقان از وی به سرقت می‌رفت.
به گفتهٔ ناظران در طول یک دهه اقامت بابا جان در چارباودی، منطقه دستخوش یک دگرگونی خارج از انتظار گردید. چه با تغییرات ساختمان‌های اطراف، نور چای خانه‌ها، طنین انداز با تلق تلق کردن فنجان‌ها و نعلبکی‌ها، محل تجمع مردم از تمامی طبقات، و اعتقادات در انتظار دارشنای باباجان، شاعری خیابانی در حال سرگرم کردن جمعیت با موسیقی خود، گدایان تقاضای مصرانه برای صدقه، آدم‌های بیکار علاف ایستاده یکسره مانع، ترافیک خودروها و کل فضا شدیداً پر از بخور مطبوع که اغلب نزد بابا جان نگه داشته می‌شد، صحنه‌ای شرقی را در ذهن‌ها ماندگار می‌کرد.

## استادی برای مهربابا
در می سال ۱۹۱۳، مروان شهریار ایرانی، آنگاه که ۱۸ سال بیشتر نداشت، سوار بر دوچرخهٔ خود در راه کلاس در کالج دکان، چشمش بر زن سالخورده‌ای افتاد که زیر درخت چریش نشسته و توسط جمعیتی احاطه شده بود. پیشتر نیز در مواقعی با این صحنه مواجه شده بود لیکن اعتنایی نمی‌کرد، هرچند که وی آگاه بود که برخی آن سالخورده را قدیسهٔ مسلمان می‌دانند، هنوز برخی او را «زنی دیوانه یا جادوگر یا عفریته فرض می‌کنند». پدر او شهریار ایرانی، باباجان را بسیار تکریم کرد. شهریار ایرانی که از خانواده‌ای زرتشتی متولد شده بود، پیش از آخرین اقامت در پونه و ازدواج خود، به مدت چند سال درویشی دوره گرد بود. باباجان، به سمت مریوان اشاره کرد در حالیکه توجه او به سمت باباجان بود. به مدت چندین ماه پس از آن مریوان ایرانی توانست قدیس را ملاقات نماید؛ آن‌ها با هم می‌نشستند هنوز به ندرت صحبت می‌کردند. یک شب در طول ژانویهٔ ۱۹۱۴، او در حال ترک کردن باباجان بود که بوسه‌های بسیاری بر دستان باباجان زد و باباجان صورت شهریار ایرانی را در دستانش گرفت، سپس بوسه‌ای بر پیشانی وی زد، که در آن لحظه بود که جوان فضل معنوی دریافت نمود. متعاقب این رویداد که مروان ایرانی را در حالت عاشقانه‌ای قرار داد؛ از محیط‌های معمولی به مدت ۹ ماه دور نگه داشته شد. مرد جوان بعدها به عنوان مهربابا شناخته شد.

## سال‌های آخر عمر
در سال ۱۹۳۰، چند ماه پیش از وفات باباجان، روزنامه‌نگار Paul Brunton ملاقاتی با وی داشت. او نوشت: «حضرت باباجان در نگاه مملو عابران بر دیوان پایینی به حالت افتاده قرار دارد... سر وی با بالش نگه داشته شده‌ است. سپیدی درخشان گیسوان ابریشمی او غمی را در مقابل صورت به شدت چروکیده و ابروان بهم پیوسته اش نشان می‌دهد». ملاقات کوتاه بود. با این حال Brunton به وضوح، احساساتش تحت تأثیر قرار گرفت، و پس از آن، در اتاق خود در هتل، منعکس می‌کند که: «برخی دستاوردهای عمیق روانی، به راستی در اعماق وجود او ساکن بود، من مطمئن هستم».
در ۱۸ سپتامبر ۱۹۳۱، یکی از انگشتان دست باباجان در بیمارستان ساسون Sasson Hospital مورد جراحی واقع شد، اما پس از آن به نظر نمی‌رسید که بهبودی حاصل شده باشد. بر طبق اظهارات مستند، چند روز قبل از وفات بابا جان، او زمزمه کرد که: «وقت آن است... زمان برای رفتنم. کار زیاد است ... من باید پایان دهم». یکی از مریدان اظهار کرد که «باباجان این چیزها را بر زبان نیاورید، ما به شما نیاز داریم، اما او رمزآلود پاسخ داد که هیچ‌کسی، هیچ‌کسی اجناس مرا نمی‌خواهد. هیچ‌کسی نمی‌تواند از عهدهٔ قیمت برآید. من اجناس خود را به صاحب برگردانده‌ام».

## زیارتگاه در پونه
حضرت باباجان در منطقهٔ چارباودی پونه در ۲۱ سپتامبر ۱۹۳۱ درگذشت. روز چهارشنبه ۲۳ سپتامبر، روزنامهٔ The Evening News of India فوت وی را گزارش داد. مقالهٔ روزنامه خاطر نشان کرد که: "جامعهٔ مسلمانان در پونه تا حد زیادی از مرگ قدیس نامی متاثر شده‌است... مراسم خاکسپاری وی... با حضور هزاران نفر از مسلمانان و هندوها انجام شد. سنگ مرمر سفید Darghah زیارتگاه باباجان در کنار درخت چریش که سال‌ها زیادی زیر آن می‌نشست در کنار جاده‌ای که اکنون شاهراه پرترددی است ساخته شد. «درگاه اتاق کوچکی است با تربت (قبر) که زیر درخت جای گرفته، تنهٔ درخت از سقف اتاق بیرون زده است». درگاه او در ازدحام رفت‌وآمد مردم مذاهب مختلف است.

## اختلافات زندگینامه
اختلافات زیادی در شرح حال فعلی حضرت باباجان یافت شده‌است که نیاز به ذکر دلیل دارند.
نخست، باید توجه کرد که اطلاعات پذیرفته شده در مورد باباجان به نظر می‌رسد صرفاً بر حسب اعتبار مهر بابا مقرر شده است، حقیقتی که توسط دکتر عبدالغنی منصف اذعان شد، کسی که در سال ۱۹۳۹ نخستین طرح زندگی بابا جان را نوشت. بر طبق اظهارات غنی "اطلاعات جمع‌آوری شده از منابع متعدد اندک می‌باشد؛ زیرا که حضرت باباجان خودشان با توجه به داستان زندگی ایشان هرگز با کسی در ارتباط نبودند. حقایق اوایل زندگی ایشان و آن‌هایی که مرتبط به مقام روحانی او می‌شدند، همگی توسط مهربابا، شاگرد اعظم و خلیفهٔ او تأیید شده بودند. با این حال به نظر می‌رسد که مهر بابا دو نسخهٔ مختلف از حضرت بابا جان را تهیه کرده‌است.

### پیشینهٔ اولیه
بیش از یک دهه قبل از این که طرح زندگی بابا جان توسط عبدالغنی آشکار شود، در سال ۱۹۲۷ مهربابا سخنرانی عمومی از حضرت بابا جان ارائه دادند که یکی از مریدان در دفتر خاطرات خویش آن را ثبت کرده‌است. این در حال حاضر اولین حکایت از زندگی حضرت بابا جان می‌باشد. مردم به ویژه زنان مورد خطاب بودند، و داستان به منظور ارتقاء روحی گفته شد. خلاصه‌ای از ضروریات آن سخنرانی کوتاه:
حضرت باباجان دختر یکی از وزرای مهم و مسئول امیر افغانستان در کابل می‌باشد. از دوران اولیه کودکی ایشان تمایل طبیعی به سمت معنویات و تحقق حقیقت داشتند. زمانی که باباجان پانزده سال داشتند قیم‌های وی شروع به ترتیب دادن ازدواج ایشان کردند... در این برهه او بی پروا خانوادهٔ خویش را ترک کرد، برای پنجاه سال پس از آن وی یک زندگی در حال تسلیم کامل و انزوا را پیش برد. پس ازسرگردانی به مدت پنجاه سال از مکانی به مکان دیگر، در نهایت او به سمت استاد خود آمد، و در حدود سن ۶۵ سالگی به تحقق پروردگار نائل شد. پس از این رویداد، باباجان برای مدتی در پنجاب... زندگی کرد. در طول این استقرار مردم بسیاری شروع به تکریم وی به عنوان قدیس کردند. در اظهارات گاه گاه خود، حضرت باباجان خود را خدا معرفی می‌کرد (من حقیقت هستم، انا الحق) که این تودهٔ مسلمانان را ناراحت می‌کرد، و سربازان متعصب بلوچی مسلمان هنگ ارتش محلی، باباجان را زنده دفن کردند. پس از گذشت سال‌های بسیاری، در طول جنگ جهانی اول، هنگ بلوچی به شهر پونه منتقل شد و در آن شهر همان سربازان با حضرت باباجان رودرو شدند که در چارباودی زیر درخت چریش نشسته بود. تعصب به از خودگذشتگی تبدیل شد، و تا هنگامی که هنگ در پونا مستقر بود، سربازان برای ادای احترام نزد باباجان می‌آمدند.
آخرین نسخهٔ تمدید شدهٔ زندگی باباجان توسط غنی، در سال ۱۹۳۹، حکایت متفاوتی را بیان کرد: او در هجده سالگی در روز عروسی خود خانه را ترک گفت. در نهایت نزد سات گوروی هندی در راولپندی بازگشت. سپس به پنجاب رفت و زمانی که سی و هفت سال داشت در مولتان، قدیس مسلمانی را ملاقات کرد که تحقق پروردگار را به وی عطا نمود. پس از مواجه شدن با سربازان بلوچی در پونا، "شهرت مقدس وی به دوردست‌ها انتشار یافت و او تحت عنوان حضرت باباجان شناخته شد.

### سن باباجان
سن مطرح شدهٔ باباجان زمانی که فوت کرد همچنان مسئله‌ای بحث‌انگیز ادامه داشت. بیوگرافی‌های متعددی از تاریخ تولد وی از سال ۱۷۹۰ تا ۱۸۲۰ وجود دارد. اولین تاریخ تولد توسط Charles Purdom و Bhau Kalchuri ارائه شده‌است. Purdom تنها نظر مریدان را گزارش می‌کند و بنابراین او نوشت: «تاریخ تولد حقیقی باباجان معلوم نیست؛ فرض بر آن است که حدود ۱۷۹۰ باشد». Kalchuri متعصب تر است و بیان می‌کند که باباجان "بین سال‌های ۱۷۹۰ و ۱۸۰۰" به دنیا آمد و "حضور فیزیکی وی بر روی زمین بین ۱۳۰ تا ۱۴۱ سال به طول انجامید".
در انتهای دیگر ترازو، در کتاب سفر معنوی رنگی خود، A Search in Secret India (1934)، این روزنامه‌نگار آزاد، پل برونتون، تعریف می‌کند که "از قاضی سابق خاندالاوالا، که به مدت پنجاه سال تحت عنوان حضرت باباجان شناخته می‌شد می‌آموزد که سن حقیقی وی حدود نود و پنج سال است. برونتون در نوامبر سال ۱۹۳۰ به هند می‌رسد و چند ماه قبل از فوت باباجان در سپتامبر ۱۹۳۱ آن جا را ترک می‌کند.
با توجه به گزارش برونتون، Kevin R D Shepherd مشاهده کرد که: Khandalawalla که باباجان را به مدت پنجاه سال شناخته است سؤال‌برانگیز است؛ هرچند که جای هیچ شکی وجود ندارد که او باباجان را برای بار دوم در بمبئی ملاقات کرده‌است". Shepherd نتیجه گرفت که، «محاسبهٔ کلی سن باباجان حدود ۱۲۰ سال است، در حالی که برخی ادعا می‌کنند که سن باباجان بیش از این بود. Purdom ذکر می‌کند که تاریخ تقریبی تولد او ۱۷۹۰ است، اگر چه دیدگاه غنی اشاره به تولد دیر تر از این زمان دارد. تخمین غنی از سن باباجان بر اساس یادداشت‌های عمومی و ارتباط وی با باباجان در حدود ۱۲۵ سال است. با احترام به گرایش‌های انتقادی که تخمین‌های بالاتر غیرقابل هضم را پیدا می‌کند، به نظر می‌رسد قابل قبول تر آن است که سن وی بالای صد در زمان مرگ وی بود».

## مطالعهٔ بیشتر
- Brunton, Paul: A Search in Secret India, first published in 1934 by Rider & Co, London. Reprinted American paperback edition, New York, Maine: Samuel Weiser, Inc. , 1970, pp.  62–65, ISBN 0-87728-602-7
- Kalchuri, Bhau: Meher Prabhu: Lord Meher, the Biography of the Avatar of the Age Volume One, Myrtle Beach, SC: Manifestation, Inc. , 1986, pp.  5–19, TX 2094928
- Munsiff, Dr Abdul Ghani: "Hazrat Babajan of Poona", Meher Baba Journal, Vol. 1, February 1939, No. 4, pp.  29–39
- Purdom, C B: The God-Man: The Life, Journeys & Work of Meher Baba with an Interpretation of His Silence & Spiritual Teaching, Myrtle Beach, SC: Sheriar Foundation, second printing 2010, pp.  18–21.
- Shepherd, Kevin R D: Hazrat Babajan: A Pathan Sufi of Poona, New Delhi: Sterling Publishers Pvt. Ltd. , 2014, ISBN 978-81-207-8698-1